# Mellången
Mellången är en sjö i Kinda kommun i Östergötland och ingår i Motala ströms huvudavrinningsområde. Sjön har en area på 0,121 kvadratkilometer och ligger 130,7 meter över havet.

## Delavrinningsområde
Mellången ingår i det delavrinningsområde (643467-149144) som SMHI kallar för Mynnar i Åsunden. Medelhöjden är 151 meter över havet och ytan är 40,67 kvadratkilometer. Räknas de 22 avrinningsområdena uppströms in blir den ackumulerade arean 385,18 kvadratkilometer. Storån (Bringesån) som avvattnar avrinningsområdet har biflödesordning 3, vilket innebär att vattnet flödar genom totalt 3 vattendrag innan det når havet efter 139 kilometer. Avrinningsområdet består mestadels av skog (77 procent) och jordbruk (13 procent). Avrinningsområdet har 1,08 kvadratkilometer vattenytor vilket ger det en sjöprocent på 2,7 procent.